# Aggsbach (Gemeinde Rappottenstein)
Aggsbach (früher auch Agsbach) ist eine Ortschaft in der Marktgemeinde Rappottenstein im Bezirk Zwettl in Niederösterreich.

## Geografie
Die zwischen Pretrobruck und Neustift an der Königswiesener Straße gelegene Ortschaft besteht aus nur wenigen Gehöften und dem etwas weiter östlich liegendem Steinhof. Am 1. April 2020 umfasste Aggsbach 9 Adressen.

## Geschichte
Der Ort wird 1556 zum ersten Mal schriftlich als Aschbach erwähnt,  im Eintrag der Josephinischen Fassion aus Jahre 1786/87 hatte der Ort 4 Häuser.
Im Jahr 1822 wurde der Ort als Dorf mit vier Häusern beschrieben, das nach Rappottenstein eingepfarrt war; auch die Kinder wurden in Rappottenstein eingeschult. Die Herrschaft Arbesbach besaß die Ortsobrigkeit, übte die Landgerichtsbarkeit aus, besorgte die Konskription und hatte die Grundherrschaft inne.
Im Franziszeischen Kataster von 1823 ist die Ortslage mit einigen Gehöften verzeichnet, und auch der Steinhof ist vermerkt.
Mit der Aufhebung der Grundherrschaften in Folge des Umbruch 1848 wurde der Ort 1849 eine Katastralgemeinde der Ortsgemeinde Pretrobruck. Zu dieser zählte auch noch die Einzellage Steinhof.
Laut Adressbuch von Österreich waren im Jahr 1938 im Dorf Aggsbach mehrere Landwirte ansässig.
Im Zuge der Niederösterreichischen Kommunalstrukturverbesserung kam der Ort am 1. Januar 1970 zur Gemeinde Rappottenstein und wurde der Katastralgemeinde Pehendorf zugeordnet, zugleich wurde Pretrobruck aufgelöst und als Katastralgemeinde nach Arbesbach eingemeindet.